# Kostrzyn
Kostrzyn (detta anche Kostrzyn Wielkopolski per distinguerla dalla più nota Kostrzyn nad Odrą) è un comune urbano-rurale polacco del distretto di Poznań nel voivodato della Grande Polonia.

## Geografia fisica
Ricopre una superficie di 154 km² e nel 2007 contava 14.700 abitanti.

## Società

### Evoluzione demografica
Dati sulla popolazione della frazione capoluogo di Kostrzyn: